# 2012 في إثيوبيا
فيما يلي قائمة بالأحداث التي وقعت خلال عام 2012 في  إثيوبيا.

## في السلطة
- الرئيس : غيرما ولد غيورغيس
- رئيس الوزراء : ميليس زيناوي (حتى 20 أغسطس)، هايلي مريام ديسالين (ابتداءً من 20 أغسطس)

## أحداث
- 17 يناير - مهاجمون مجهولون يقتلون مجريين وألمان ونمساوي في شمال شرق إثيوبيا. [1]
- 25 يناير - انفجرت شاحنة مفخخة في قاعدة عسكرية اثيوبية في الصومال. [2]
- 28 يناير - الاتحاد الأفريقي يفتتح مقره الجديد في أديس أبابا. [3]